# Tschulym (Tschanysee)
Der 392 km lange Tschulym (russisch Чулым) ist ein Fluss im abflusslosen Becken des Tschanysees im Südosten des Westsibirischen Tieflands (Russland, Asien).
Der Tschulym entsteht aus mehreren Quellflüssen in den Sümpfen Toiskoje Saimischtsche (Тойское Займище) und Troschinskoje Saimischtsche (Трошинское Займище) nördlich der Barabasteppe, etwa 100 km nordwestlich von Nowosibirsk, bei etwa 150 m ü. NN. Er durchquert die Barabasteppe – immer auf dem Territorium der Oblast Nowosibirsk – in südwestlicher Richtung, durchfließt im Unterlauf die Seen Sargul (Саргуль, Fläche 34,6 km²) und Urjum (Урюм, 84,1 km²) und mündet schließlich bei 106 m ü. NN in den See Kleinen Tschanysee (Малые Чаны/ Malyje Tschany), der wiederum mit dem Tschanysee in Verbindung steht bzw. seine südöstliche Fortsetzung darstellt.
Das Einzugsgebiet des Tschulym umfasst 17.900 km². Im Unterlauf ist der Fluss etwa 30 m breit, bis zu 5 m tief, die Fließgeschwindigkeit beträgt 0,1 m/s. Die wichtigsten Nebenflüsse sind von links die Suma (Сума) und, nur wenige Kilometer vor der Mündung des Kargat in den Tschany, von rechts der Kargat.
Am Oberlauf des Flusses liegt die nach dem Fluss benannte Stadt Tschulym. Hier wird der Fluss von der Transsibirischen Eisenbahn und der Fernstraße M51 überquert.
Der Tschulym gefriert von November bis April/ Anfang Mai.